# Kasteel Limbricht

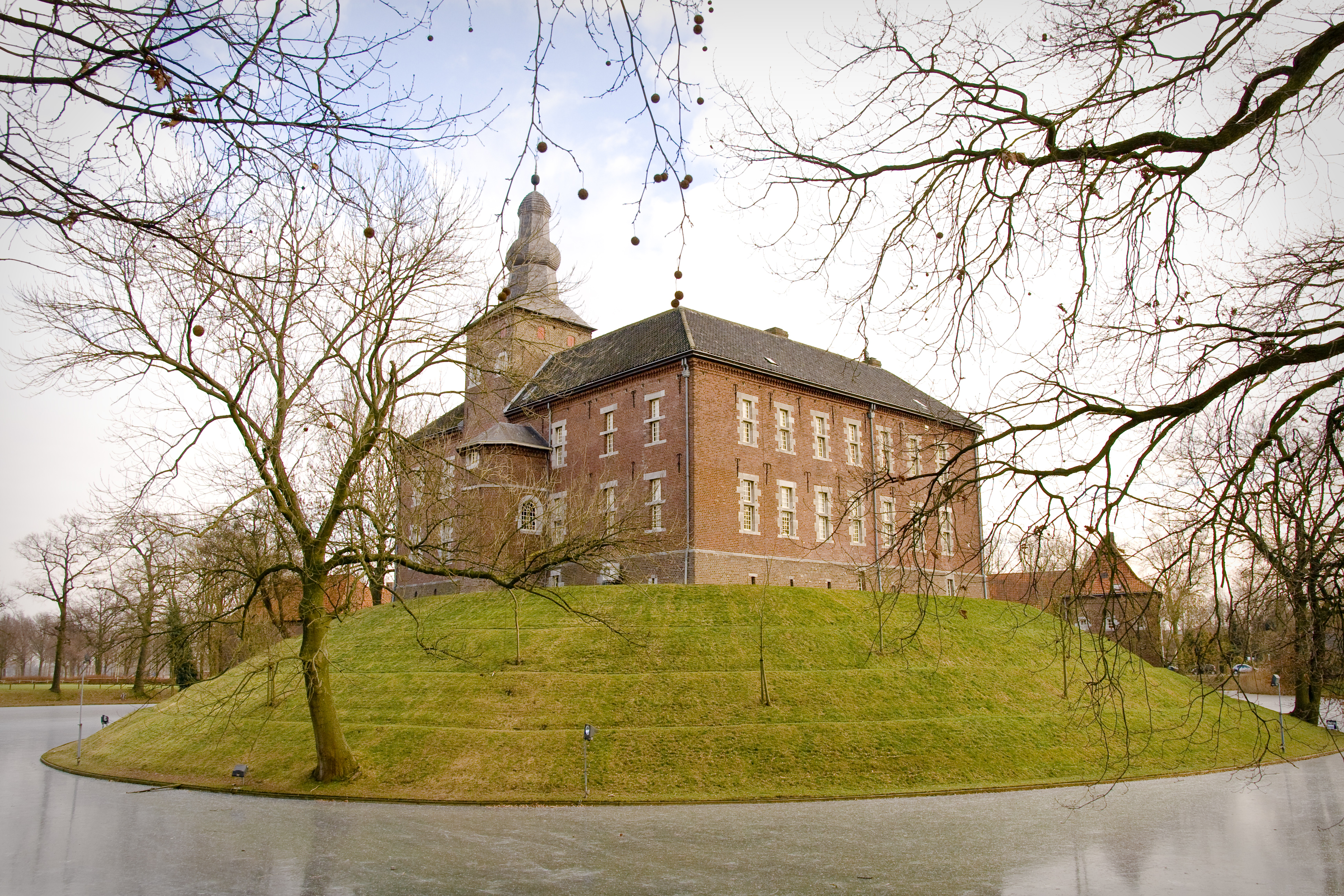
Kasteel Limbricht

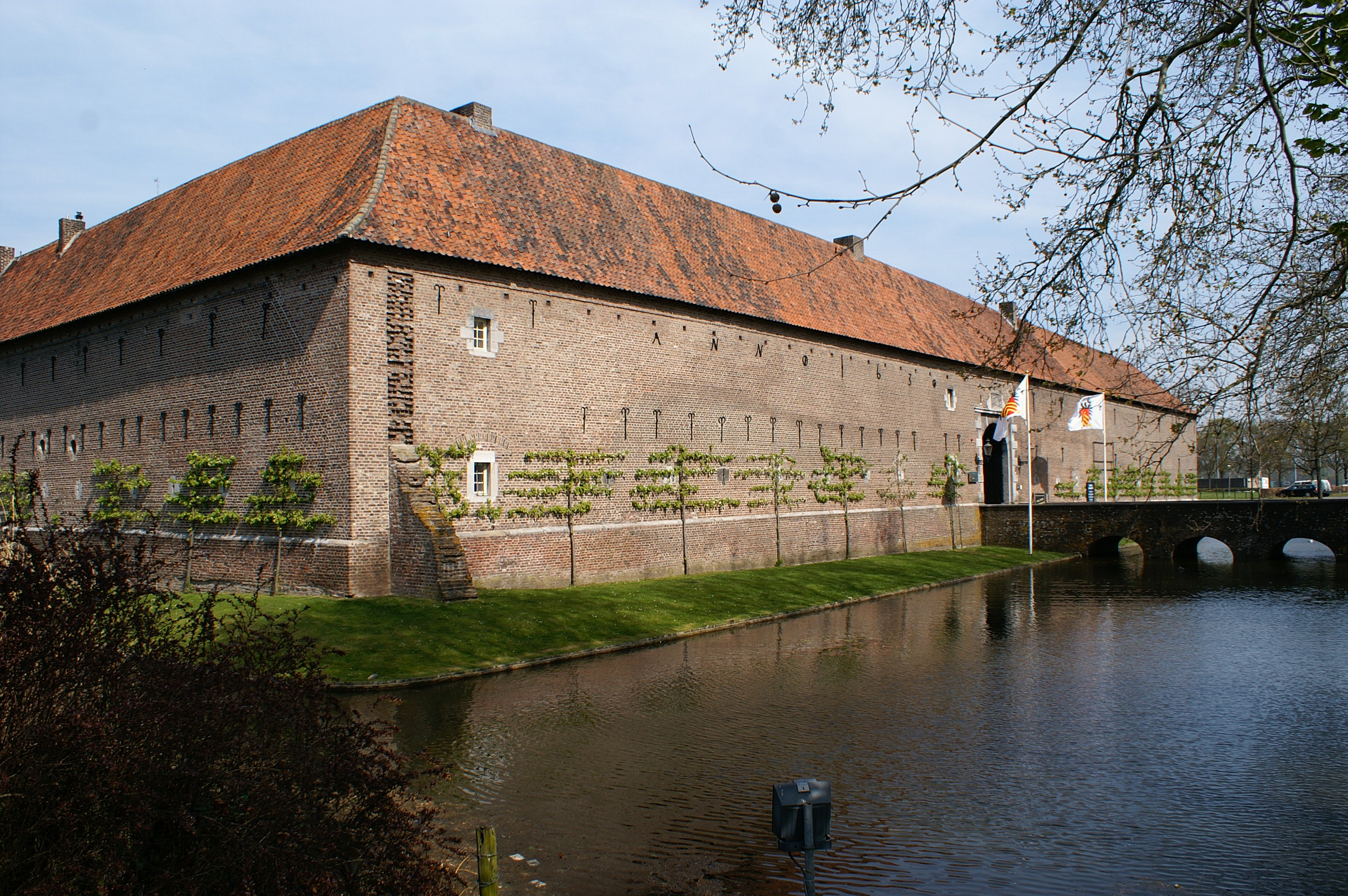
Kasteel Limbricht, de voorburcht

Kasteel Limbricht is gelegen in de nabijheid van bossen en aan de rand van het dorpje Limbricht dat tegenwoordig deel uitmaakt van de gemeente Sittard-Geleen.

## Beschrijving van het kasteel
Het kasteelcomplex is gelegen binnen een brede omgrachting en bestaat uit een burcht en een kasteelboerderij als voorburcht.
De burcht is een geheel onderkelderd viervleugelig vierkant gebouw rond een kleine binnenplaats. Het is een zeldzaam voorbeeld van een mottekasteel, een kasteel op een kunstmatig opgeworpen heuvel. De motte met daarop de burcht ligt als een eiland in de omgrachting.
De kelders van de burcht hebben mergelstenen tongewelven en in de buitenmuren zijn schietgaten aangebracht. De vier vleugels van het huidige kasteel, die zijn voorzien van schilddaken, zijn in het begin van de 17e eeuw in Maaslandse renaissancestijl met raamomlijstingen in Naamse steen gebouwd door Nicolaas van Breijll (?-1655). Hij liet hierbij tevens de burchtheuvel vergroten tot een oppervlak van 36 bij 36 meter. Een chronogram op de ingangspoort vermeldt het jaartal 1622 als het bouwjaar van de burcht. In de achtervleugel is een vierkante traptoren opgenomen met een dubbele knobbelspits. Tevens bevindt zich hierin een vijfzijdige slotkapel uit 1643, voorzien van een stucplafond. Inwendig heeft het kasteel een grote zaal met een schouw met fries waarop de alliantiewapens van de familie Van Breijll zijn aangebracht.
De voorburcht is een U-vormige kasteelhoeve voorzien van de jaarankers '1630' en is in verschillende bouwfases tot stand gekomen. De west- en zuidvleugel werden het eerst gebouwd; de oostvleugel korte tijd later. Opmerkelijk is dat de aanvankelijk geplande hoektorens nooit zijn gebouwd. De toegang tot de binnenplaats van de kasteelhoeve is een boogbrug over de buitenste omgrachting. Bij de ingang in de westvleugel bevindt zich een poortwachterswoning en een melkhuisje. In de 18e eeuw werd aan het uiteinde van de oostvleugel nog een schapenhuis toegevoegd.

## Geschiedenis en bewoners

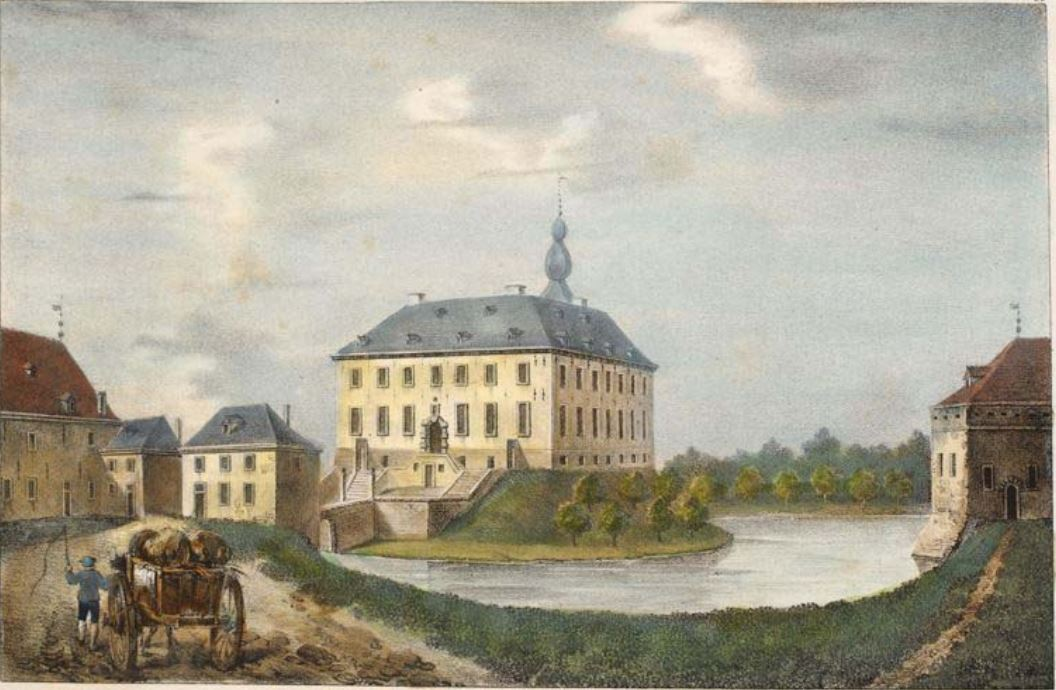
Het kasteel in 1830

De geschiedenis van de motteburcht gaat waarschijnlijk terug tot de 10e eeuw. In de vroege middeleeuwen verrees hierop vermoedelijk een houten toren of houten motteburcht. Later werden deze houten constructies vervangen door stenen bouwwerken. Zeker is dat onder de huidige bebouwing de restanten zijn gevonden van een vermoedelijk 12e-eeuwse ronde donjon opgetrokken uit natuurstenen metselwerk en die later, omstreeks 1250, herbouwd is.
Deze herbouw is waarschijnlijk uitgevoerd door de eerste heren van Lemborch, waarvan Hermannus de Lemburg de oudst bekende heer van Limbricht is. Hij leent de heerlijkheid Limbricht aan de hertogen van Brabant, dat wil zeggen dat deze hier volgens eigen goeddunken mochten verschijnen en er desgewenst tot een bezetting mochten overgaan.
In 1457 kwam het kasteel in bezit van de familie Scheiffart van Merode die de burcht ruim anderhalve eeuw zou bewonen. Maar in 1579, tijdens de Tachtigjarige Oorlog, verbleef de hertog van Parma op het kasteel waarbij plundering en verwoesting zou plaatsvinden. In 1619 had Johan V Scheiffart van Merode, heer van Limbricht, de bedoeling 'de heerlyckheyt te submitteren aan den Guliksen Raede van Düsseldorf'. Maar na problemen over de erfopvolging binnen de familie Scheiffart de Merode, kwam het kasteel tenslotte aan Nicolaas van Breijll, voorheen Nicolaas Mulrepas genaamd, de bouwer van het huidige kasteel.
In 1705 overleed de laatste telg uit het geslacht Van Breyll, Elisabeth Cecilia van Breyll. Het bezit ging over naar de familie Bentinck in de persoon van Frans Nicolaas, baron van Bentinck. In 1794, bij het binnenvallen van de Fransen, moest de familie Bentinck haar bezittingen opgeven. In 1810 werd het kasteel aangekocht door de familie Michiels van Kessenich, die het gebouw als jachtslot ging gebruiken.
In de jaren 1813 en 1814 diende het kasteel als lazaret voor duizenden zieke en gewonde Franse soldaten, die terugkeerden van de Slag bij Leipzig. Veel van deze soldaten leden aan dysenterie en ze werden verzorgd door de lokale bevolking. Een groot aantal van hen (687 soldaten) overleefden het niet en ze werden begraven op het Franse kerkhof in Limbricht. Ook een aantal Limbrichtenaren moest hun inspanning voor de soldaten bekopen met de dood.
In 1917 werd het kasteel gebruikt als interneringskamp voor Duitse krijgsgevangenen die de Belgisch-Nederlandse grens overschreden en door de Nederlandse overheid als smokkelaar werden opgepakt.
Vanaf 1984 was op het kasteel het Limburgs Volkskundig Museum gevestigd; vanaf 1988 Limburgs Volkskundig Centrum genaamd. In 1993 fuseerde dit met het Goltziusmuseum in Venlo tot het latere Limburgs Museum en verliet het museum het kasteel.

### Eigenaren van het kasteel
| Van                                  | Tot  | Eigenaar                                  | Opmerking |
| ------------------------------------ | ---- | ----------------------------------------- | --- |
| Vermoedelijk reeds vanaf de 10e eeuw | 1426 | heren van Lemborch (van Limborch)         | oudst bekende was Hermannus de Lemburg die voor het eerst in 1260 wordt genoemd. |
| 1426                                 | 1457 | van Welckenhuysen                         | door verkoop kwam het kasteel in bezit van het echtpaar Hendrick van Welckenhuysen, heer van Clermont, en Agnes van Berghe. |
| 1457                                 | 1619 | Scheiffart van Merode                     | door verdeling kwam het kasteel in bezit van Johan II Scheiffart van Merode. Onder deze familie kwam het kasteel, tijdens de Tachtigjarige Oorlog, in Staatse handen. |
| 1619                                 | 1706 | van Breyll                                | door het overlijden van Maria Scheiffart van Merode erfde Nicolaas van Breyll het kasteel. Onder de familie van Breyll kwam het kasteel, tijdens de Tachtigjarige Oorlog, eerst in Spaanse handen. Vanaf 1665 maakte Limbricht als Unterherrschaft deel uit van het Land van Gulik. |
| 1706                                 | 1793 | van Bentinck                              | na het overlijden van Elisabeth Cecilia van Breyll, dochter van Nicolaas, ging het kasteel over in handen van de familie van haar echtgenoot, Bentinck. |
| 1793                                 | 1810 | van Bentinck (tijdelijk in Franse handen) | na de Franse inval in de Zuidelijke Nederlanden vluchtte baron (Van) Bentinck naar Düsseldorf. Het kasteel is tijdelijk in Franse handen. |
| 1810                                 | 1955 | Michiels van Kessenich                    | verkoop van het kasteel aan de Roermondse burgemeester Hendrik Joseph Michiels, heer van Kessenich en eigenaar van Huis Hattem (kasteeltje Hattem te Roermond). In 1822 werd hij door koning Willem I als baron Michiels van Kessenich in de adelstand verheven.                    |
| 1955                                 | 1955 | Bisschoppelijk College Sittard            | verkoop van het kasteel aan het Bisschoppelijk college te Sittard die het complex met landerijen ten behoeve van haar leerlingen aankocht voor de aanleg van sportvelden. |
| 1955                                 |      | Stichting Kasteel Limbricht               | door verkoop overgegaan naar de huidige eigenaar Stichting Kasteel Limbricht die het kasteel restaureerde (gereed in 1984) en exploiteert. |

## Het heden
Anno 2020 is het kasteel in bezit van de Stichting Kasteel Limbricht. Het complex is vanaf de jaren vijftig tot in de jaren zeventig door de stichting grondig gerestaureerd, waarbij de in de Tweede Wereldoorlog verwoeste oostvleugel werd herbouwd, getuige de jaarankers '1969' op het gebouw. De voorburcht wordt gebruikt als multifunctioneel horecacentrum met een restaurant, vergader-, conferentie- en feestzalen. Ook is kasteel Limbricht een officiële trouwlocatie.
De hoofdburcht heeft in de loop der jaren aan diverse bedrijven onderdak geboden en wordt sinds 2017 nader verbouwd.

## Trivia
In het kasteel was in de 17e eeuw de schepenbank gevestigd. In 1674 werd Entgen Luijten door de schepenbank beschuldigd van 'hexerei en quade toeverei'. Ze ontkende drie maanden lang alle schuld, maar ze werd uiteindelijk onderworpen aan tortuur. Na verscheidene verhoren werd de verdachte uiteindelijk dood aangetroffen in de gevangenis met een blauwe katoenen strop om de nek. Hoewel de autopsie van twee artsen duidelijk op wurging duidde, werd zij postuum schuldig bevonden en de conclusie van de rechtbank was: zelfmoord uit schuldbesef. Ze overleed in de kerkers van het kasteel Limbricht en was naar verluidt de laatste 'heks' die in Nederland gedood is. Susan Smit baseerde haar historische roman De heks van Limbricht (2021) op deze gebeurtenissen.